# I-180
I-180 — підводний човен Імперського флоту Японії, який брав участь у бойових діях Другої світової війни.

## Початок історії корабля
Човен, який відносився до типу KD7, спорудили у 1943 році на верфі ВМФ у Йокосуці.
По завершенні І-180 включили для проведення тренувань до ескадри підводних човнів Куре, а наприкінці лютого 1943-го підпорядкували 22-й дивізії підводних човнів, яка призначалась для базування на атолі Трук у центральній частині Каролінських островів (тут ще до війни створили потужну базу японського ВМФ, з якої до лютого 1944-го провадились операції у цілому ряді архіпелагів). 30 травня — 7 квітня І-180 пройшов з Куре на Трук.

## Перший похід
10 квітня 1943-го І-180 вирушив для бойового патрулювання біля східного узбережжя Австралії. 26 квітня в районі на схід від Брисбену човен промахнувся трьома торпедами по торговому судну. За три доби приблизно посередині між Брисбеном та Сіднеєм І-180 потопив австралійське судно Wollongbar (2239 GRT). 5 травня в тому ж районі за півсотні кілометрів на південний схід від Коффс-Гарбору човен послідовно поцілив двома торпедами норвезьке судно Fingal (2137 GRT), яке прямувало з боєприпасами та генеральним вантажем з Сіднею до Дарвіна у супроводі американського есмінця. Атаковане судно затонуло всього за хвилину.
12 травня в районі на північний схід від Кофс-Гарбору І-180 атакував конвой P.G. 50, який прямував у південному напрямку. У два вантажні судна потрапило по торпеді, при цьому одна з них не детонувала, а друга пошкодила судно Ormiston. Останнє вдалось довести до Кофс-Гарбору (у підсумку Ormiston переживе війну та буде здано на злам в 1957-му).
25 травня 1943-го І-180 повернувся на Трук.

## Другий похід
20 червня 1943-го І-180 знову рушив до східного узбережжя Австралії, проте 30 червня був перенаправлений на Соломонові острови до протоки між островами Санта-Ісабель та Нью-Джорджія (саме 30 червня на останньому висадився американський десант). 6 липня І-177 прибув до Нью-Джорджії та провів тут два тижні, не досягнувши якогось успіху в боротьбі з ворожими кораблями. Втім, після битви 13 липня при Коломбангарі човен отримав наказ провести пошуки моряків з потопленого легкого крейсера «Дзінцу» та зміг врятувати 21 з них.
22 липня човен прибув до Рабаулу — головної передової бази в архіпелазі Бісмарка, з якої здійснювались операції на Соломонових островах та сході Нової Гвінеї.

## Рейси на Нову Гвінею
Наступним завданням І-180 стала доставка вантажу на Нову Гвінею до Лае у глибині затоки Хуон (остання спроба японців провести в Лае конвой транспортних суден завершилась у березні 1943-го повним розгромом в битві у морі Бісмарка). 4 серпня 1943-го човен розвантажився тут, а 10 серпня прибув на Трук.
4 вересня 1943-го (в той же день, коли союзники почали операцію по оволодінню Лае) І-180 вирушив з Труку та 8 числа прибув у Рабаул. 17 вересня він вирушив звідси у транспортний рейс до Фіншхафена (східне завершення півострова Хуон), де розвантажився через дві доби. 27 вересня човен знову був біля Фіншхафену, гарнізон якого вже кілька діб вів бої з ворожим десантом. Коли І-180 вже встановив контакт із наземними військами, його атакували кораблі союзників. Човен занурився та вивільнив вантаж, який знаходився на палубі у плавучих гумових контейнерах, а 29 вересня зміг передати гарнізону іншу частину вантажа (втім, вже за кілька діб Фіншхафен перейшов у руки союзників).
7 жовтня 1943-го І-180 доставив припаси для чергового новогвінейського гарнізону в Сіо (північне узбережжя півострова Хуон). За три доби човен повернувся у Рабаул, де 12 числа його застав потужний авіанальот союзників (з нього розпочався повітряний наступ, спрямований на нейтралізацію Рабаула). Більшість підводних човнів у гавані змогли зануритись, проте І-180 був біля пірса для проведення ремонтних робіт, тож бомба влучила й сильно пошкодила бойову рубку та позбавила човен здатності переходити в підводне положення.
Після аварійно-відновлювальних робіт 21—26 жовтня 1943-го човен перейшов на Трук, а 2 листопада прибув для ремонту на верф ВМФ у Сасебо. 1—8 січня 1944-го І-180 пройшов назад на Трук, а 19 січня спробував полишити цю базу, проте вже за дві доби був вимушений повернутись назад через технічні проблеми. 22—30 січня 1944-го човен знову перейшов до Сасебо.

## Дії в північній зоні
16—19 березня 1944-го І-180 перейшов до Омінато (військово-морська база на північному завершенні Хонсю), а 20 березня вже вирушив звідси для бойового патрулювання між Уналашкою (один з островів на сході Алеутського архіпелагу, де знаходилась велика американська база у Датч-Гарборі) та розташованим далі на схід Кадьяцьким архіпелагом.
19 квітня 1944-го біля острова Санак (дві з половиною сотні кілометрів на схід від Уналашки) І-180 поцілив двома торпедами та потопив судно типу «Ліберті» John Straub, яке прямувало до Датч-Гарбору.
Незадовго до завершення 25 квітня 1944-го в районі за дві сотні кілометрів на південний захід від острова Кадьяк «Гілмор» (один з двох ескортних міноносців, що супроводжували невеликий конвой з Датч-Гарбору до Кадьяку) встановив радарний контакт із ціллю у надводному положенні. При наближенні контакт зник, проте Gilmore зміг знайти ціль сонаром та скинув кілька великих серій глибинних бомб. Уже після опівночі після чергової серії почувся потужний підводний вибух. Ймовірно, саме ця атака призвела до загибелі І-180.

## Бойовий рахунок
| Дата       | Назва       | Тип      | Тоннаж | Місце            |
| 29.04.1943 | Wollongbar  | торгове  | 2239   | 31°17'S 153°07'E |
| 05.05.1943 | Fingal      | торгове  | 2137   | 30°35'S 153°29'E |
| 19.04.1944 | John Straub | вантажне | 7176   | 54°23'N 162°35'W |